# Chrysothemis dichroa
Chrysothemis dichroa là một loài thực vật có hoa trong họ Tai voi. Loài này được Leeuwenb. mô tả khoa học đầu tiên năm 1958.